# 파라과나반도

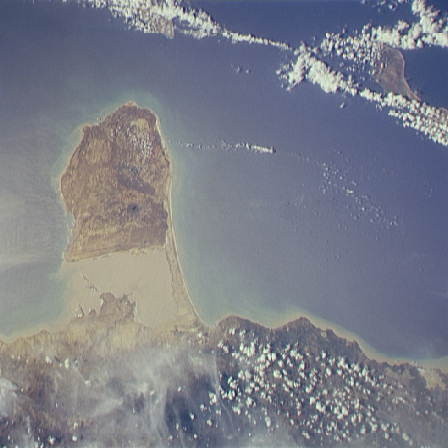
Satellite image of the Paraguaná Peninsula

파라과나반도(스페인어: Península de Paraguaná)는 베네수엘라 팔콘주의 북쪽에 위치한 반도이다. 서쪽에 있는 과히라반도와 마주보고 있으며 두 반도 사이에 베네수엘라만이 있다.